# L'Empire de la terreur (film, 1962)
Série Corman-Poe
L'Enterré vivant
(1962) Le Corbeau
(1963)
Pour plus de détails, voir Fiche technique et Distribution.
L'Empire de la terreur (Tales of Terror) est un film fantastique américain de Roger Corman, sorti en 1962.
Il s'agit de l'adaptation de trois nouvelles d'Edgar Allan Poe : Morella, Le Chat noir (combiné avec des éléments de La Barrique d'amontillado) et La Vérité sur le cas de M. Valdemar.

## Synopsis

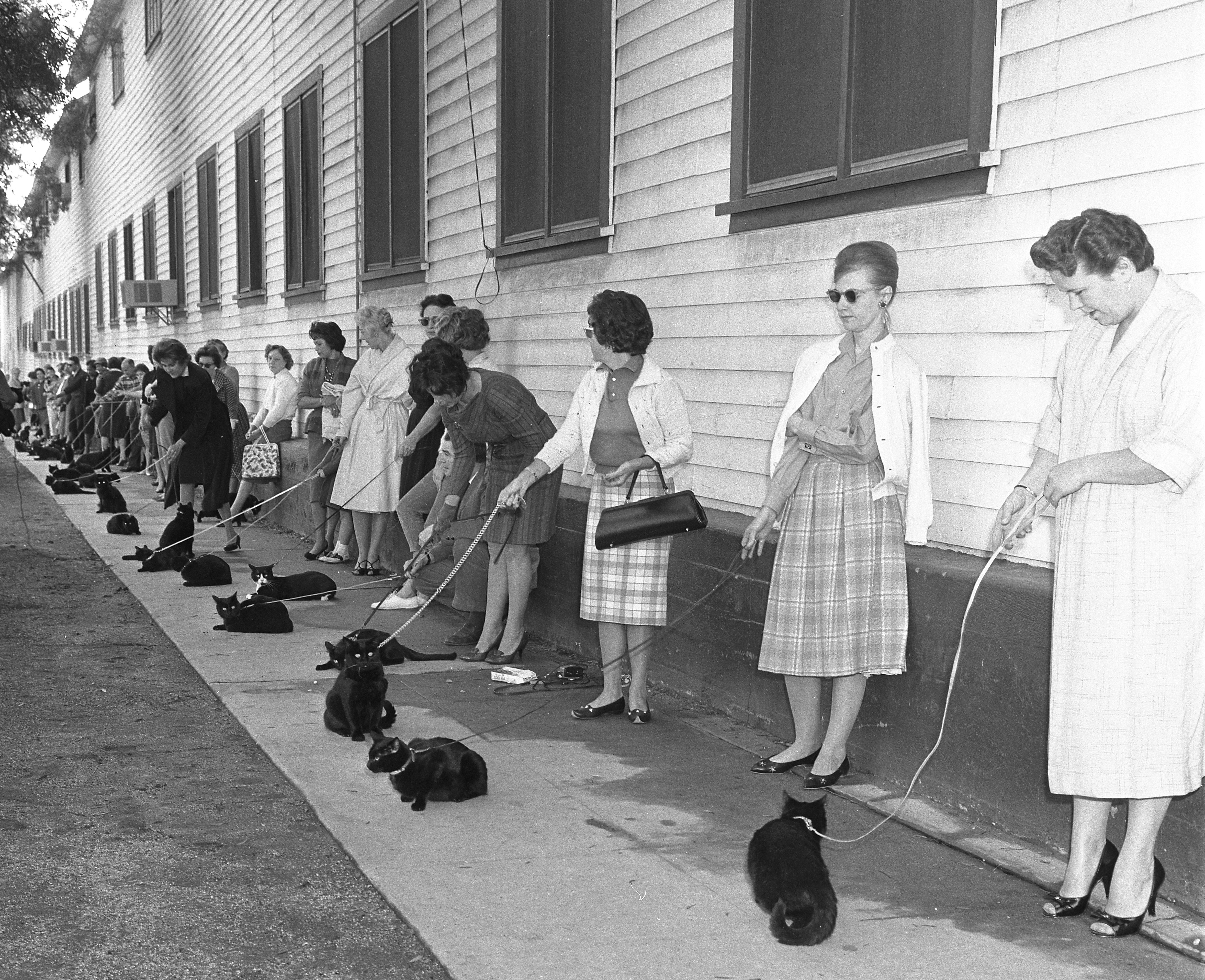
File d'attente pour l'audition du chat noir pour le deuxième segment Le Chat noir

- Morella : Une jeune femme sortie de pension rend visite à son père qui a refusé de la connaître, la tenant responsable de la mort de sa mère, morte en couches ...

- Le Chat noir : Un incorrigible alcoolique dilapide l'argent du foyer dans ses virées nocturnes, au grand dam de sa belle et tendre épouse et de leur chat noir.

- La Vérité sur le cas de M. Valdemar : Un vieillard aux portes de  la mort fait appel à un hypnotiseur avant de quitter ce monde et sa jeune épouse.

## Fiche technique
- Titre original : Tales of Terror
- Titre français : L'Empire de la terreur
- Réalisation : Roger Corman, assisté de Jack Bohrer
- Scénario : Richard Matheson, d'après les trois nouvelles éponyme ainsi que La Barrique d'amontillado d'Edgar Allan Poe
- Direction artistique : Daniel Haller
- Maquillage : Lou LaCava, Ray Forman
- Photographie : Floyd Crosby
- Effets spéciaux : Pat Dinga
- Son : Eve Newman (en), Jack Woods
- Montage : Anthony Carras
- Musique : Les Baxter
- Production : Roger Corman ; Samuel Z. Arkoff, James H. Nicholson (en) (exécutifs)
- Pays d'origine : États-Unis
- Format : Couleurs - 35 mm (Panavision) - 2,35:1 - Son mono
- Genre : fantastique
- Durée : 89 minutes
- Dates de sortie :
  - États-Unis : 4 juillet 1962
  - France : 12 avril 1972

## Distribution
- Morella
  - Vincent Price : Locke
  - Maggie Pierce : Lenora Locke
  - Leona Gage (en) : Morella Locke
  - Edmund Cobb : le chauffeur

- Le Chat noir

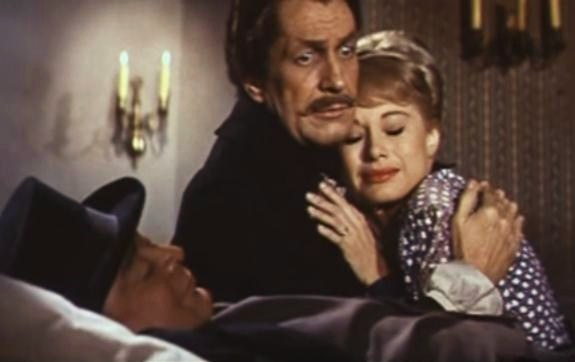
Vincent Price, Peter Lorre et Joyce Jameson dans Le Chat noir.

  - Vincent Price : Fortunato Luchresi
  - Peter Lorre : Montresor Herringbone
  - Joyce Jameson : Annabel Herringbone
  - John Hackett : un policier
  - Lennie Weinrib (en) : un policier
  - Wally Campo : Barman Wilkins
  - Alan DeWitt : le président de la société vinicole

- La Vérité sur le cas de M. Valdemar
  - Vincent Price : Valdemar
  - Basil Rathbone : Carmichael
  - Debra Paget : Helene Valdemar
  - David Frankham : Dr. Elliot James

## Autour du film
- L'Empire de la terreur est la quatrième des huit adaptations d'histoires d'Edgar Allan Poe réalisées par Roger Corman entre 1961 et 1965. Les autres furent :

1. La Chute de la maison Usher
2. La Chambre des tortures
3. L'Enterré vivant
4. L'Empire de la terreur
5. Le Corbeau
6. La Malédiction d'Arkham
7. Le Masque de la mort rouge
8. La Tombe de Ligeia